# Шарлотта Єлисавета Луїза Вільгельміна фон Алефельд
Шарлотта Єлисавета Луїза Вільгельміна фон Алефельд (нім. Charlotte Elisabeth Luise Wilhelmine von Ahlefeld 1781—1849) — німецька письменниця, представниця роду Алефельд .

## Біографія
Шарлотта Єлисавета Луїза Вільгельміна фон Алефельд народилася в Штедтене поблизу Веймара 6 грудня 1781 року в сім'ї Ганноверського полковника фон Зеебака.
Свій перший роман «Liebe und Trennung» видала в шістнадцятирічному віці.
У 1798 році вийшла заміж за поміщика І. Р. фон Аленфельда, але у 1807 році, повинна була з ним розлучитися, після чого вона заробляла пером і жила спочатку у Шлезвізі, а потім, з 1821 року, у Веймарі.

## Творчий доробок
Свої твори Шарлотта Єлисавета Луїза Вільгельміна фон Алефельд видавала під іменем Елізи Зельбіг: «Liebe und Entsagung» (Вер., 1805, 2 тома);
«Stiefsöhne» (Альтона, 1810);
«Klosterberuf» (Киль, 1812);
«Franziska und Aenneli» (Альтона, 1813);
«Myrthe und Schwert» (Мейс., 1819);
«Evna» (Альтона, 1820);
«Felicita» (Берл., 1825);
«Das Römhildslift» (Вейм., 1828, 2 тома);
«Gesammelte Erzählungen» (Шлезв., 1822, 2 тома);
«Der Stab der Pflicht» (Вейм., 1832 г.).
Крім того, разом зі своєю подругою Вільгельміна Гензика, (уроджена Герц), видавала збірники: «Schmetterlinge» (Мейс., 1819—1821) і «Der Kranz» (Мейс., 1817—1818).
Шарлотта Єлисавета Луїза Вільгельміна фон Алефельд померла 27 липня 1849 в Теплиці, де сини поставили їй надгробний камінь.

## Інтернет-ресурси
- Charlotte von Ahlefeld [Архівовано 15 квітня 2021 у Wayback Machine.] bei Epoche Napoleon [Архівовано 18 грудня 2003 у Wayback Machine.]
- Gedichte bei deutsche-liebeslyrik.de [Архівовано 11 серпня 2019 у Wayback Machine.]
- Die Gedichte [Архівовано 22 жовтня 2014 у Wayback Machine.] auf zgedichte.de
- Charlotte von Ahlefeld zu Gast als historische Schriftstellerin [Архівовано 17 травня 2019 у Wayback Machine.] (ab Minute 29:20-59:00) bei Marith Vinzenz' Literatursendung Schriftstellerinnen heute und gestern [Архівовано 21 січня 2021 у Wayback Machine.]
- Charlotte von Ahlefeld on Dansk Forfatterleksikon [Архівовано 23 листопада 2020 у Wayback Machine.] (in Danish)